# اشتغال ناقص

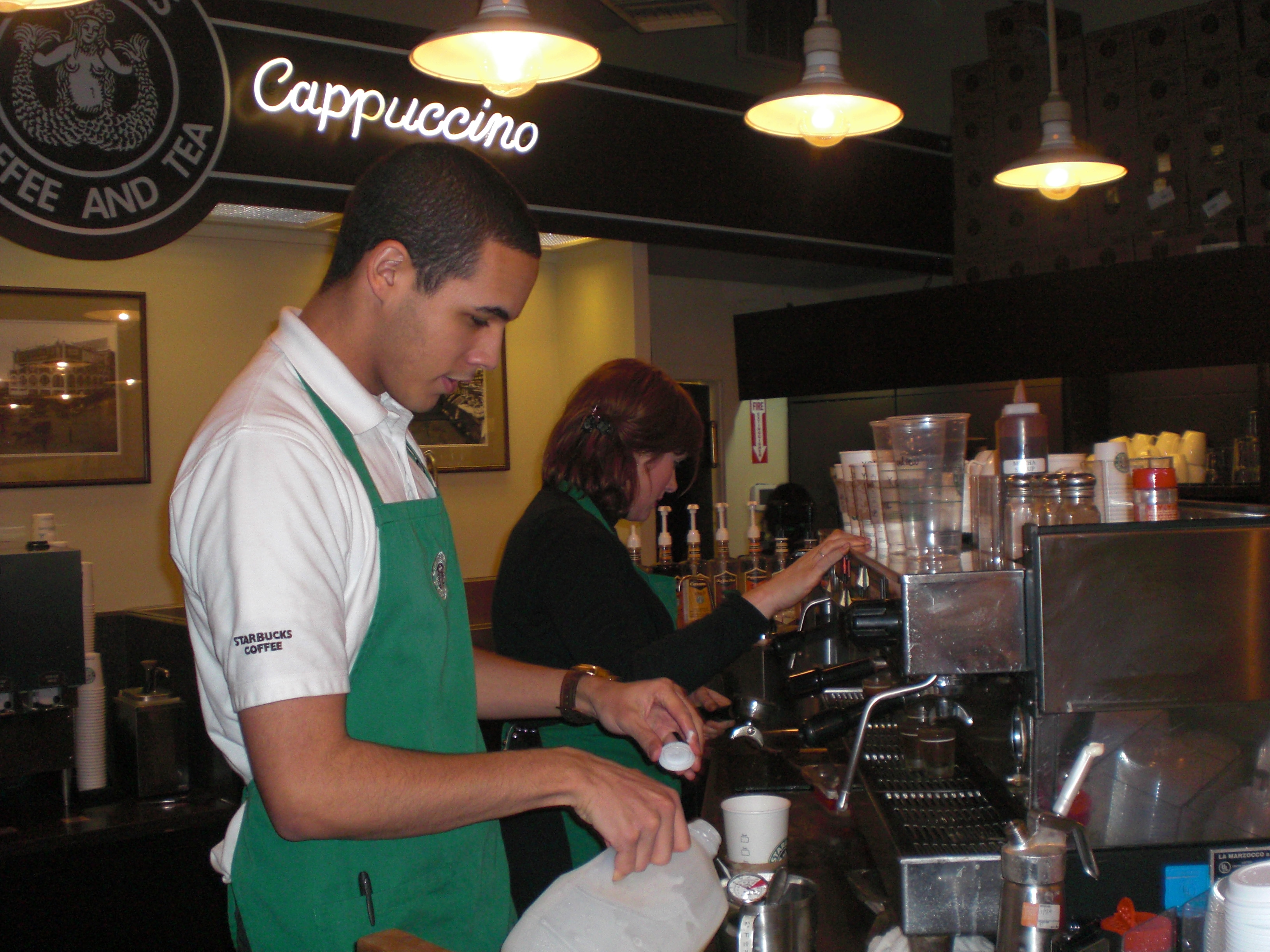
در سال ۲۰۱۴، فارغ التحصیلان دانشگاهی از ایالات متحده اغلب قادر به یافتن شغلی نبودند که نیاز به مدرک داشته باشد. ۴۴٪ فقط می‌توانند مشاغل خدماتی مانند موقعیت‌های باریستا را بیابند که نیازی به تحصیلات تکمیلی ندارند.

اشتغال ناقص به به‌کارگیری نیروی کار زیر مقدار بهره‌وری‌اش گفته می‌شود، علت آن ممکن است این باشد که کارگر مدت طولانی بیکار می‌ماند، کار نیمه‌وقت است یا اینکه در حرفه تخصصی خود کار نمی‌کند زیرا شغلش از مهارت‌های اصلی او استفاده نمی‌کند. از دلایل این مسئله می‌توان به اشتغال به یک کار پاره‌وقت با وجود تمایل به کار تمام‌وقت و بیش‌تحصیلی، که در آن کارمند دارای تحصیلات، تجربه یا مهارت‌هایی فراتر از نیازهای شغلی است، اشاره کرد.
اشتغال ناقص از دیدگاه‌های مختلفی از جمله اقتصاد، مدیریت، روانشناسی و جامعه‌شناسی مورد بررسی قرار گرفته‌است. برای مثال، در علم اقتصاد، اصطلاح نیمه‌شاغل سه معنا و کاربرد متفاوت دارد که همه آنها در برگیرنده چندوچونی است که در آن انسان پیشه‌مند است، برخلاف بیکاری که در آن فرد در جستجوی کار است و نمی‌تواند شغلی پیدا کند. همه این تعاریف دربرگیرنده استفاده ناکافی از نیروی کار است که در اکثر تعاریف و اندازه‌گیری‌های رسمی (سازمان دولتی) از آن به عنوان گونه‌ای بیکاری یاد می‌شود.
در علم اقتصاد، اشتغال ناقص می‌تواند به موارد زیر اشاره داشته باشد:
1. «کسب مهارت یا تحصیل بیش از میزان لازم» یا «تحصیل بیش از حد» یا به کارگیری کارگران با تحصیلات بالا، سطح مهارت یا تجربه در مشاغلی که به چنین توانایی‌هایی نیاز ندارند.[۵] به عنوان مثال، یک پزشک آموزش دیده با مدرک خارجی که به عنوان راننده تاکسی کار می‌کند، این نوعی اشتغال ناقص را تجربه می‌کند.
2. کار «کار پاره‌وقت ناخواسته»، وضعیتیست که کارگرانی که می‌توانند (و مایلند) برای یک هفته کاری کامل کار کنند اما به سبب کمبود فرصت‌های شغلی و آموزشی، یا به دلیل کمبود خدماتی مانند مراقبت از کودکان و حمل و نقل عمومی فقط می‌توانند کار پاره وقت پیدا کنند. این اصطلاح در برنامه‌ریزی منطقه ای برای توصیف مناطقی که نرخ فعالیت اقتصادی به‌طور غیرعادی پایین است، استفاده می‌شود.
3. «بیکاری مازاد» یا «بیکاری پنهان» (همچنین «احتکار نیروی کار»[۶] نامیده می‌شود)، رویه‌ای است که در آن کسب‌وکارها کارگرانی را استخدام می‌کنند که به‌طور کامل مشغول به کار نیستند. به عنوان مثال، کارگران در حال حاضر به دلیل محدودیت‌های قانونی یا اجتماعی یا به دلیل فصلی بودن کار برای تولید کالا یا خدمات استفاده نمی‌شوند.

اشتغال ناقص یکی از دلایل مهم فقر است زیرا اگرچه کارگر ممکن است بتواند کار پاره وقت پیدا کند، حقوق آن ممکن است برای نیازهای اولیه کافی نباشد. اشتغال ناقص مشکل عمده کشورهای در حال توسعهاست، جایی که نرخ بیکاری اغلب بسیار پایین می‌باشد اما شاغلانش به مشاغل نیمه وقت مشغولند. میانگین جهانی کارگران تمام وقت به ازای جمعیت بالغ تنها ۲۶ درصد است، ۳۰ تا ۵۲ درصد در کشورهای توسعه یافته و ۵ تا ۲۰ درصد در اقسی نقاط آفریقا.
- بیکاری
- مدرک‌محوری
- نیروی کار
- مهارت یا تحصیل بیش از میزان لازم
- شاغلان فقیر